# Mason County (Washington)
Mason County je okres v americkém státě Washington, ve kterém roku 2010 žilo 60 699 obyvatel. Sídlem okresu je Shelton, jenž je jeho jediným začleněným městem. Na území okresu se nachází několik školních okrsků.
Okres byl vytvořen v březnu 1853 z okresu King. Nejprve se jmenoval Sawamish, ale po jedenácti letech byl překřtěn po Charlesi H. Masonovi, prvním ministrovi teritoria Washington.

## Geografie

### Hlavní geografické body

#### Pohoří
- Olympijské pohoří

#### Ostrovy
- Hartstenův ostrov
- Squaxinský ostrov

#### Mořské útvary
- Brownova úžina
- Caseova úžina
- Hammersleyova úžina
- Hoodův kanál
- Pugetův záliv
- Tottenova úžina

#### Jezera
- Cushmanovo jezero
- Masonovo jezero

### Důležité dopravní komunikace
- U.S. Route 101
- Washington State Highway 3
- Washington State Highway 106
- Washington State Highway 108

### Sousední okresy
- Jefferson - severozápad
- Kitsap - severovýchod
- Pierce - východ/jihovýchod
- Thurston - jihovýchod
- Grays Harbor - jihozápad

### Chráněná území
- Olympijský národní les (část)
- Olympijský národní park (část)

## Demografie
V roce 2010 žilo v okrese 60 699 obyvatel, z nichž 86 % tvořili běloši, 4 % původní obyvatelé a 1 % Asiaté. 8 % obyvatelstva bylo hispánského původu.

### Největší sídla
- Shelton - 9 834
- Allyn-Grapeview - 2 917
- Skokomish - 616